# Chlamydomonas eugametos
Chlamydomonas eugametos là một loài tảo trong họ Chlamydomonadaceae, thuộc chi Chlamydomonas.